# 33701 Gotthold
33701 Gotthold è un asteroide della fascia principale. Scoperto nel 1999, presenta un'orbita caratterizzata da un semiasse maggiore pari a 2,2816865 UA e da un'eccentricità di 0,1482703, inclinata di 5,13343° rispetto all'eclittica.